# Last X-Mas
Last X-Mas (Untertitel: 24 Tage für die Liebe) ist eine deutsche Miniserie, die 2022 im Auftrag von RTL produziert und ab 1. Dezember des Jahres auf dessen Streaming-Angebot RTL+ ausgestrahlt wurde. Die 24-teilige Weihnachtsserie handelt von der Kölnerin Nathalie, gespielt von Paula Kalenberg, die kurz vor den Feiertagen von ihrem Verlobten verlassen wird und alles daran setzt, ihrer Familie an Heiligabend einen Ersatz präsentieren zu können.

## Handlung
Weihnachtsfan Nathalie Oswald freut sich wie in jedem Jahr auf die bevorstehende Adventszeit, als ihr Verlobter Nico ihr nach elf Monaten Beziehung vorzeitig ihr Weihnachtsgeschenk in die Hand drückt und sich urplötzlich von ihr trennt. Während er zu seiner Ex-Freundin Carol zurückkehrt, sieht Nathalie sich einmal mehr mit der Aussicht konfrontiert, Heiligabend ohne Partner im Kreise ihrer Familie verbringen zu müssen. Dabei wünschen sich vor allem ihre Eltern Eva und Michael nichts mehr, als dass ihr selbsternanntes „Problemkind“ den Bund der Ehe eingeht und endlich sesshaft wird.
Als ihr Opa Heinz zu allem Überfluss ins Krankenhaus eingeliefert wird und die Ärzte ihm sein letztes Weihnachtsfest prognostizieren, kann Nathalie es am Krankenbett nicht über ihr Herz bringen, ihrem Großvater, der sich auf ein Kennenlernen mit Nico an Heiligabend sehr gefreut hatte, zu gestehen, dass sie kein Paar mehr sind. Erneut in die Rolle des ewig schwarzen Schafes gedrängt, beschließt sie, die Trennung auch vor dem Rest der Familie geheim zu halten und sich mit Unterstützung ihrer Kollegin und besten Freundin Jonna, in die Suche nach einem passenden Ersatz zu stürzen.
Zunächst hofft sie, beim Online-Dating fündig zu werden, doch ihre Bemühungen tragen zunächst keine Früchte. Erst als Jonna ein Blind Date mit Simon arrangiert, glaubt Nathalie, einen potenziellen Kandidaten ausfindig gemacht zu haben, doch dieser entpuppt sich schnell als Choleriker und ausgebildeter Metzger – ein No-Go für Vegetarierin Nathalie. Bei der gemeinsamen Weihnachtsbaumsuche kurz vor Heiligabend stört sie sich schließlich so sehr an den hartnäckigen Fragen ihrer Familie, dass sie es nicht länger ertragen kann und beichtet entnervt von der Trennung.
Als der geläuterte Nico kurz darauf wieder Kontakt sucht und Nathalie in dem Versuch, sie zurückzugewinnen, einen Heiratsantrag macht, wägt sie zunächst ab, diesen anzunehmen. Als sie zeitgleich jedoch feststellen muss, dass die Ehen ihrer beiden Schwestern nur noch einer Farce gleichen und ihr Job als Mitarbeiterin in einer Agentur zur Vermittlung von Individualreisen in eine zunehmend falsche Richtung geht, beschließt sie, sich auf ihr eigenes Verständnis von Glück zu besinnen, indem sie Nico für die Tür setzt und ihrem Chef die Kündigung in die Hand drückt.

## Hintergrund
Last X-Mas entstand nach einem Konzept von Headautor Richard Kropf für die Candy Shop GmbH und wurde im Auftrag des TV-Senders RTL von Bantry Bay Productions produziert. Als Produzentin agierte Gerda Müller. Für die Regie konnten Martina Plura und Markus Sehr verpflichtet werden, die jeweils zwölf der 24 acht bis zwölf Minuten umfassenden Episoden realisierten. Eine Ausnahme bildet die finale Folge vom 24. Dezember mit einer Spiellänge von rund 30 Minuten. Die Dreharbeiten fanden vom 31. Mai bis 29. August 2022 im Raum Köln statt.

## Rezeption

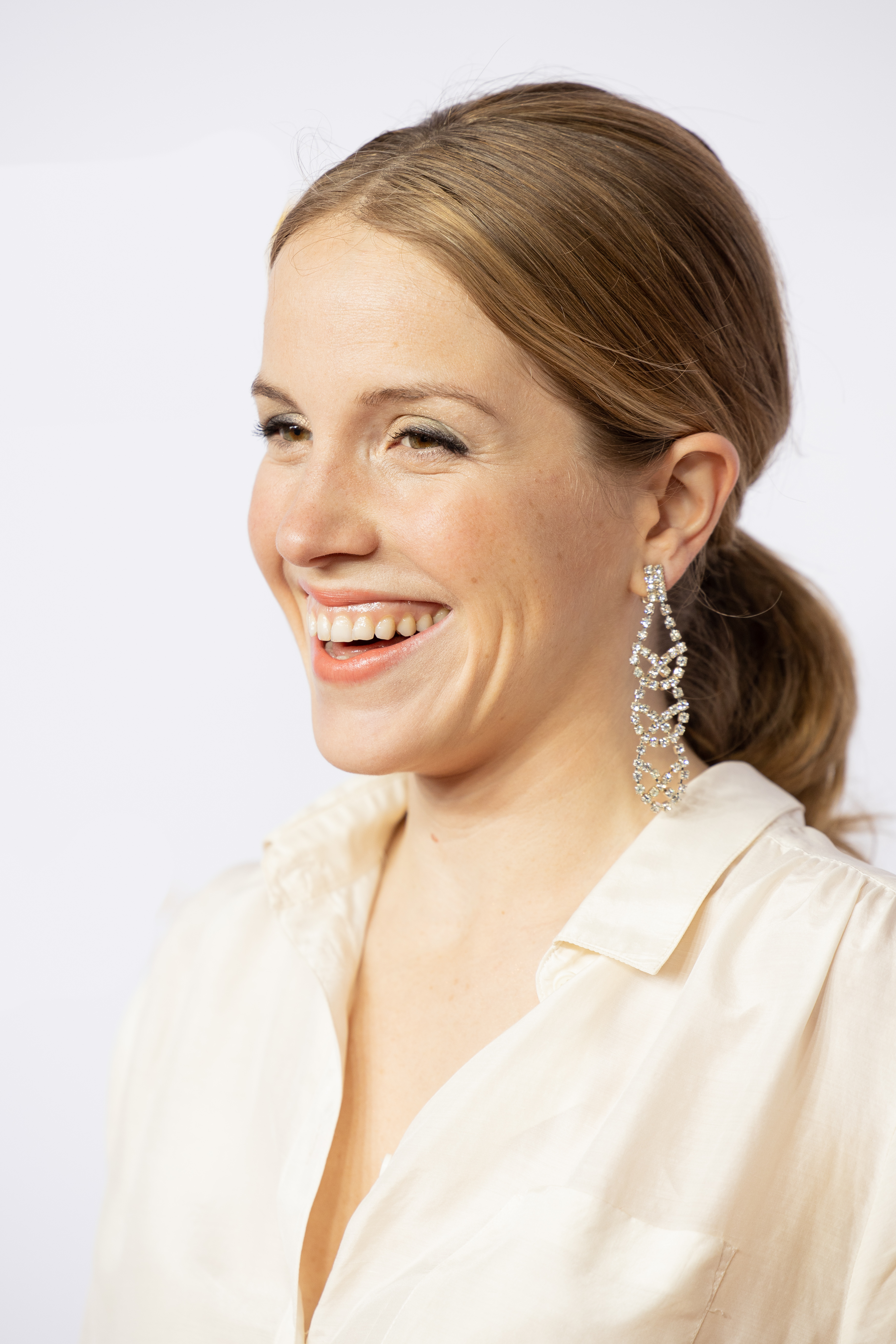
Das Ensemble um Hauptdarstellerin Paula Kalenberg erhielt positive Kritiken für sein Spiel.

Tilmann P. Gangloff bezeichnete Last X-Mas in seiner Rezension für Tittelbach.tv als ein „großes Vergnügen“, dessen Drehbuch sich durch einige „witzige Ideen“ auszeichne. Die Serie überzeuge ferner mit viel „Liebe zum Detail“ in Bild und Ton sowie einem „stimmig zusammengestellten Ensemble“. Sehenswert sei die Produktion jedoch vor allem aufgrund der „quirligen Frische und Natürlichkeit“ von Hauptdarstellerin Paula Kalenberg sowie dem Spiel von Nebendarstellerin Taneshia Abt, die er als den „eigentlichen Knüller dieser Serie“ beschrieb.
DWDL.de-Redakteur Manuel Weis beschrieb die Serie als „Adventsdaily, die nicht frei von Schwächen ist“, aber auch nicht den Anspruch an sich stelle, „die nächste High-End-Dramaserie zu sein“. Er verglich die Handlung der Miniserie mit der norwegischen Netflix-Produktion Weihnachten zu Hause (2019–2020), hob jedoch vor, dass Last X-Mas – anders als die Produktion aus Norwegen – gelegentlich den Hang, zu „überdrehen“ habe, was sich vornehmlich in den an „Soaps“ angelehnten Dialogen und der Ausstattung äußere, die trotz ihrer Opulenz nicht „hundertprozentige Weihnachtsstimmung“ aufkommen ließe.
Gerrit-Freya Klebe von Stern.de befand, dass Last X-Mas trotz der Kürze der einzelnen Folgen eine hohe Erzähldichte auffahre und so „keinesfalls Langeweile“ aufkomme. Die Produktion eigne „sich auf jeden Fall als Countdown in Richtung Bescherung und hinterlässt definitiv den einen oder anderen Christmas-Ohrwurm“. Filmdienst befand, dass die „weihnachtliche Komödie [...] amüsante, gut gespielte Szenen mit einigen Anleihen bei Seifenopern-Dramaturgie und -Ausstattung“ mische.

## Veröffentlichung
Die 24-teilige Serie wurde ab 1. Dezember 2022 in täglichen Abständen auf dem Streaming-Dienst RTL+ veröffentlicht. Am 18. Dezember 2023 zeigte der Sender Vox Last X-Mas in Form eines 150-minütigen Spielfilms erstmals im Free TV. In der werberelevanten Zielgruppe konnten zur Hauptsendezeit so 660.000 Zuseher bei einem Marktanteil von 5,0 Prozent verzeichnet werden.